# Someday (I’m Coming Back)
A Someday (I’m Coming Back) című dal a brit énekes-dalszerző Lisa Stansfield 1992. december 7-én megjelent kislemeze a Több mint testőr című filmzene albumról, melynek Kevin Costner és Whitney Houston volt a főszereplője. A dal az Egyesült Királyságban december 7-én, míg más európai országokban 1993 elején jelent meg kislemezen. A dalt Stansfield, Ian Devaney és Andy Morris írták. A dalról a kritikusok általában elismerő véleménnyel voltak. A dalhoz készült videót Marcus Nispel rendezte. A dal a 10. helyezést érte el a brit kislemezlistán. A dalhoz készült remixeket Frankie Knuckles és David Morales készítette.  
A dal szerepel Stansfield 2003-ban megjelent Biography: The Greatest Hits című válogatás albumán is, valamint a dal remixei a So Natural deluxe 2CD + DVD kiadásán is helyet kapott. A dal a The Colleciton 1989-2003 című válogatáson is szintén szerepel.

## Kritikák
A dal kedvező kritikákat kapott, és egy kiváló pop-dalnak nevezték, melyhez Stansfield szenvedélyes intenzitása is hozzájárul. Amy Linden az Entertainment Weekly kritikusa a dalt egy igazi "szépség"-nek írta le.

## Számlista
Európai CD single
1. "Someday (I’m Coming Back)" – 5:34
2. "Tenderly" (Live) – 5:00

Európai CD maxi single
1. "Someday (I’m Coming Back)" – 5:34
2. "Tenderly" (Live) – 5:00
3. "Live Together/Young Hearts Run Free" (Live) – 7:51

Európai 12" single
1. "Someday (I’m Coming Back)" – 5:34
2. "Live Together/Young Hearts Run Free" (Live) – 7:51
3. "Someday (I’m Coming Back)" (Absolute Remix) – 6:24
4. "Tenderly" (Live) – 5:00

Európai promóciós CD single
1. "Someday (I’m Coming Back)" (Edit) – 4:29

Európai promóciós 12" single
1. "Someday (I’m Coming Back)" (Classic Mix) – 7:43
2. "Someday (I’m Coming Back)" (Classic Dub Mix) –
3. "Someday (I’m Coming Back)" (Classic Reprise Mix) – 5:48

## Slágerlista
| Slágerlista (1992–93)                 | Legjobb helyezés |
| ------------------------------------- | ---------------- |
| Australia (ARIA)                      | 116              |
| Belgium (Ultratop 50 Flanders)        | 39               |
| Europe (European Hot 100 Singles)     | 34               |
| Germany (Official German Charts)      | 51               |
| Iceland (Íslenski Listinn Topp 40)    | 29               |
| Hollandia (Top 40)                    | 30               |
| Hollandia (Single Top 100)            | 42               |
| Poland (LP3)                          | 18               |
| Portugal (AFP)                        | 10               |
| Egyesült Királyság (UK Singles Chart) | 10               |

| Slágerlista (1993)         | Helyezés |
| -------------------------- | -------- |
| Netherlands (Dutch Top 40) | 264      |